# Сабан-Антуста
Саба́н-Анту́ста — аул в Туркменском районе (муниципальном округе) Ставропольского края России.

## География
Расстояние до краевого центра: 170 км.
Расстояние до районного центра: 45 км.

## История
В 1906 году в балке Кучерли был образован аул Сабан, а в 1908 году в 2 верстах к северу от него основан аул Антуста:292. По другим данным основан в 1910 году. По данным за 1920 год, оба населённых пункта входили в Кендже-Кулакскую волость Туркменского района Благодарненского уезда.
В период разграничения земель туркмен и русских, проводившегося в 1922—1924 годах Северо-Кавказским крайисполкомом, часть туркменского населения переселилась в аулы Сабан и Антуста:100.
Согласно «Списку населённых мест Северо-Кавказского края» за 1925 год, аул Сабан являлся административным центром Сабанского сельского совета Туркменского района Ставропольского округа. Кроме него в состав сельсовета также входил аул Антуста. На тот момент в первом из них числилось 273 жителя, во втором — 369:292—293. В соответствии с поселенными итогами переписи 1926 года, в Сабане проживало 260 человек (все — туркмены), в Антусте — 360 человек (из них 356 — туркмены). В указанном году в Сабанский сельсовет вместе с упомянутыми аулами входило ещё 3 населённых пункта: хутор Каменная балка и посёлок Каменный, заселённые украинцами, и хутор Сухой Яр, население которого составляли преимущественно великороссы:276.
В 1929—1930 годах были созданы сельсхозартели «Новая жизнь» и «15 лет ВЧК-ОГПУ» в ауле Кендже-Кулак и им. Молотова в ауле Сабан.
Перед началом Великой Отечественной войны соинаджи из Сабана и Антусты поселились в ауле Махач. В 1947 году Сабан покинули последние жители, которые перебрались в соседнюю Антусту, образов аул Сабан-Антуста:101.
В 1956 году Туркменский район был упразднён с передачей территории Петровскому, Благодарненскому и Арзгирскому районам. В 1964 году Кендже-Кулакский и Сабан-Антустинские сельские советы были объединены в Кендже-Кулакский сельсовет с центром в селе Кендже-Кулак. На 1 марта 1966 года Кендже-Кулакский сельсовет находился в административно-территориальном подчинении Арзгирского района Ставропольского края:6.
В 1970 году Туркменский район был восстановлен, и Кендже-Кулакский сельсовет со всеми населёнными пунктами вновь вошёл в его состав:27.
До 16 марта 2020 года аул входил в упразднённый Кендже-Кулакский сельсовет.

## Население
| 1989 | 2002 | 2010 | 2014 |
| ---- | ---- | ---- | ---- |
| 763  | ↗872 | ↘869 | ↗900 |

По данным переписи 2002 года, 95 % населения — туркмены.

## Инфраструктура
- Детский сад № 17[23]
- Средняя общеобразовательная школа № 12[24]
- Сельская библиотека № 14. Открыта 27 мая 1983 года[25]

## Люди, связанные с аулом
- Ахметов Хасмурат Шамаевич (1962, Сабан-Антуста — 1982) — воин-интернационалист, погиб при выполнении боевой задачи в Республике Афганистан. За мужество, стойкость и отвагу, проявленные в бою, награждён орденом Красной Звезды (посмертно). Похоронен в родном ауле, одна из улиц которого названа его именем[26][27].
- Назарова Патьма — домохозяйка, в 1965 году удостоена почётного звания «Мать-героиня» (с вручением ордена «Мать-героиня» и грамоты Президиума Верховного Совета СССР)[28].